# X-Alfonso
 (février 2010).
X-Alfonso (Equis Alfonso) est un musicien cubain de hip-hop et de rock-afro, né le 13 septembre 1972 à La Havane.
Il s’est produit aux côtés d’Audioslave à l’occasion d’un concert donné sur la Place anti-impérialiste de La Havane le 7 mai 2005.

## Vie et carrière
X-Alfonso a 34 ans et joue de la musique depuis l’âge de 7 ans. Il a commencé sa carrière avec le groupe Estado de Animo alors qu'il était encore étudiant à l'école de musique.
Diplômé au début des années 1990, il rejoint alors le groupe cubain Síntesis - dirigé par ses parents Carlos Alfonso et Ele Valdès - en tant que chanteur, compositeur ou cocompositeur, avant de se consacrer aux claviers et aux percussions.
Le groupe s’est d’abord constitué en quatuor vocal, s’est ensuite tourné vers le rock symphonique avant de créer une fusion entre la musique afro-Cubaine – les racines - et la musique contemporaine. X-Alfonso a réalisé six albums avec le groupe Síntesis et en a sorti quatre en solo. Il travaille actuellement sur son cinquième opus.
X-Alfonso a commencé sa carrière solo en 1998. Son premier album (Mundo Real – 2000) est un mélange de jazz et de fusion. Le second (X Moré) est plus hip-hop, basé sur des reprises de tubes des années 40-50. Le troisième (Delirium Tremens) est plus « progressif », combiné de tambours africains, d’orchestre symphonique et de flamenco. Le quatrième, (Civilizacion) s’inspire des trois premiers. Quant au cinquième (Revoluxion), il relève d’un style différent et révèle un autre aspect du folklore cubain.

## Influence musicale
Pour X-Alfonso, l’intérêt de Cuba est le peuple : les gens de la rue et la nouvelle génération d’artistes, qu’ils soient rappeurs, rockers, danseurs de salsa, etc. La génération cubaine d'aujourd'hui est le fruit d’un melting pot, et c’est ce mélange de cultures que X-Alfonso essaie d’illustrer à travers sa musique.

## Discographie
- Mundo Real (2000)
- X Moré (2001)
- Delirium Tremens (2002)
- Civilización (2005)
- Revoluxion  (2007)